# دوري سلوفينيا لكرة القدم 1999–2000
دوري سلوفينيا لكرة القدم 1999–2000 (بالإيطالية: Prva slovenska nogometna liga 1999-2000)‏ هو الموسم 9 من  دوري سلوفينيا لكرة القدم. أقيم خلال الفترة 1 أغسطس 1999 وحتى 20 مايو 2000، والذي يشرف على تنظيمه اتحاد سلوفينيا لكرة القدم، وكان عدد الأندية المشاركة فيه  12، وفاز فيه نادي ماريبور.